# Troisième circonscription de la Marne
La troisième circonscription de la Marne est l'une des cinq circonscriptions législatives françaises que compte le département de la Marne situé en région Champagne-Ardenne puis Grand Est.

## Description géographique et démographique

### De 1958 à 1986
Le département avait quatre circonscriptions.
La troisième circonscription de la Marne était composée de :
- canton de Châlons-sur-Marne
- canton de Dommartin-sur-Yèvre
- canton de Heiltz-le-Maurupt
- canton de Marson
- canton de Sainte-Menehould
- canton de Saint-Remy-en-Bouzemont-Saint-Genest-et-Isson
- canton de Thiéblemont-Farémont
- canton de Ville-sur-Tourbe
- canton de Vitry-le-François

Source : Journal Officiel du 14-15 Octobre 1958.

### De 1988 à 2012
La troisième circonscription de la Marne est délimitée par le découpage électoral de la loi n°86-1197 du 24 novembre 1986, elle regroupe les divisions administratives suivantes : 
- Canton de Beine-Nauroy
- Canton de Bourgogne
- Canton de Reims-4
- Canton de Reims-8
- Canton de Reims-10
- Canton de Suippes.

D'après le recensement général de la population en 1999, réalisé par l'Institut national de la statistique et des études économiques (INSEE), la population totale de cette circonscription est estimée à 96350 habitants,.

### Depuis 2012
La troisième circonscription de la Marne est délimitée par le découpage électoral de la loi n°2010-165 du 23 février 2010 : 
- Canton d'Ay
- Canton de Châtillon-sur-Marne
- Canton de Dormans
- Canton d'Épernay I
- Canton d'Épernay II
- Canton d'Esternay
- Canton de Montmirail
- Canton de Montmort-Lucy
- Canton de Reims IX
- Canton de Verzy.

Depuis le redécoupage cantonal de 2014 en France, cette circonscription englobe les cantons de Dormans Paysages de Champagne (42 communes), Epernay-1, Epernay-2 (communes de Chouilly, Moussy, Pierry, Vinay et partie d'Epernay), Fismes-Montagne de Reims (communes de Chamery et Sermiers), Mourmelon-Vesle et Monts de Champagne (16 communes), Reims-2 (sauf partie du quartier Courlancy), Reims-3 (partie des quartiers Croix du Sud et Maison-Blanche), Reims-4 (communes de Champfleury et Villers-aux-Nœuds), Reims-8 (communes de Puisieulx et Sillery), Sézanne-Brie et Champagne (39 communes) et Vertus-Plaine Champenoise (communes de Chaltrait et Potangis).

## Historique des députations
| Législature | Début de mandat | Fin de mandat  | Député              | Parti politique | Observations                                                                           |
| ----------- | --------------- | -------------- | ------------------- | --------------- | -------------------------------------------------------------------------------------- |
| IXe         | 23 juin 1988    | 1er avril 1993 | Jean-Claude Thomas  | RPR             |                                                                                        |
| Xe          | 2 avril 1993    | 21 avril 1997  | Jean-Claude Thomas, | RPR,            | Mandat écourté à la suite d'une dissolution parlementaire décidée par Jacques Chirac.  |
| XIe         | 12 juin 1997    | 18 juin 2002   | Jean-Claude Thomas, | RPR,            |                                                                                        |
| XIIe        | 19 juin 2002    | 19 juin 2007   | Jean-Claude Thomas, | UMP,            |                                                                                        |
| XIIIe       | 20 juin 2007    | 19 juin 2012   | Jean-Claude Thomas  | UMP             |                                                                                        |
| XIVe        | 20 juin 2012    | 20 juin 2017   | Philippe Martin     | UMP puis LR     |                                                                                        |
| XVe         | 21 juin 2017    | 21 juin 2022   | Éric Girardin       | LREM            |                                                                                        |
| XVIe        | 22 juin 2022    | 9 juin 2024    | Éric Girardin       | RE              | Mandat écourté à la suite d'une dissolution parlementaire décidée par Emmanuel Macron. |
| XVIIe       | 8 juillet 2024  | En cours       | Maxime Michelet     | UDR             |                                                                                        |

## Historique des élections

### Élections de 1958
| Candidat       | Candidat          | Parti          | Premier tour | Premier tour | Second tour | Second tour |  |
| Candidat       | Candidat          | Parti          | Voix         | %            | Voix        | %           |  |
| -------------- | ----------------- | -------------- | ------------ | ------------ | ----------- | ----------- |  |
|                | Jean Degraeve élu | UNR            | 15 374       | 34,35        | 21 780      | 48,29       |  |
|                | Robert Soudant    | MRP            | 10 297       | 23,01        | 11 711      | 25,96       |  |
|                | Jean Reyssier     | PCF            | 6 662        | 14,89        | 7 543       | 16,72       |  |
|                | Paul Anxionnaz    | UFD            | 4 467        | 9,98         | 4 073       | 9,03        |  |
|                | René Bousquet     | CR             | 4 173        | 9,32         | Retrait     | Retrait     |  |
|                | Pol Populus       | SFIO           | 3 781        | 8,45         | Retrait     | Retrait     |  |
|                |                   |                |              |              |             |             |  |
| Inscrits       | Inscrits          | Inscrits       | 60 944       | 100,00       | 60 928      | 100,00      |  |
| Abstentions    | Abstentions       | Abstentions    | 14 765       | 24,23        | 14 903      | 24,46       |  |
| Votants        | Votants           | Votants        | 46 179       | 75,77        | 46 025      | 75,54       |  |
| Blancs et nuls | Blancs et nuls    | Blancs et nuls | 1 425        | 3,09         | 918         | 1,99        |  |
| Exprimés       | Exprimés          | Exprimés       | 44 754       | 96,91        | 45 107      | 98,01       |  |

Le suppléant de Jean Degraeve était Charles Eggermann, de Maurupt-le-Montois.

### Élections de 1962
| Candidat       | Candidat                    | Parti          | Premier tour | Premier tour | Second tour | Second tour |  |
| Candidat       | Candidat                    | Parti          | Voix         | %            | Voix        | %           |  |
| -------------- | --------------------------- | -------------- | ------------ | ------------ | ----------- | ----------- |  |
|                | Jean Degraeve sortant réélu | UNR-UDT        | 19 137       | 47,77        | 24 497      | 58,18       |  |
|                | Jean Reyssier               | PCF            | 7 362        | 18,38        | 11 448      | 27,19       |  |
|                | Alain Delaunoy              | MRP            | 4 895        | 12,22        | 6 158       | 14,63       |  |
|                | Paul Simonot                | CNIP           | 4 371        | 10,91        | Retrait     | Retrait     |  |
|                | Henri Humblot               | PSU            | 4 298        | 10,73        | Retrait     | Retrait     |  |
|                |                             |                |              |              |             |             |  |
| Inscrits       | Inscrits                    | Inscrits       | 63 152       | 100,00       | 63 223      | 100,00      |  |
| Abstentions    | Abstentions                 | Abstentions    | 21 304       | 33,73        | 19 367      | 30,63       |  |
| Votants        | Votants                     | Votants        | 41 848       | 66,27        | 43 856      | 69,37       |  |
| Blancs et nuls | Blancs et nuls              | Blancs et nuls | 1 785        | 4,27         | 1 753       | 4           |  |
| Exprimés       | Exprimés                    | Exprimés       | 40 063       | 95,73        | 42 103      | 96          |  |

Le suppléant de Jean Degraeve était Charles Eggermann, de Maurupt-le-Montois.

### Élections de 1967
| Candidat       | Candidat                    | Parti          | Premier tour | Premier tour | Second tour | Second tour |  |
| Candidat       | Candidat                    | Parti          | Voix         | %            | Voix        | %           |  |
| -------------- | --------------------------- | -------------- | ------------ | ------------ | ----------- | ----------- |  |
|                | Jean Degraeve sortant réélu | UD-Ve          | 21 881       | 42,37        | 24 482      | 47,68       |  |
|                | Jean Reyssier               | PCF            | 11 452       | 22,18        | 18 021      | 35,1        |  |
|                | Aymard de Courson           | CD (PDM)       | 10 466       | 20,27        | 8 839       | 17,22       |  |
|                | Guy Déon                    | FGDS (SFIO)    | 7 841        | 15,18        | Retrait     | Retrait     |  |
|                |                             |                |              |              |             |             |  |
| Inscrits       | Inscrits                    | Inscrits       | 66 199       | 100,00       | 66 197      | 100,00      |  |
| Abstentions    | Abstentions                 | Abstentions    | 13 344       | 20,16        | 13 778      | 20,81       |  |
| Votants        | Votants                     | Votants        | 52 855       | 79,84        | 52 419      | 79,19       |  |
| Blancs et nuls | Blancs et nuls              | Blancs et nuls | 1 215        | 2,3          | 1 077       | 2,05        |  |
| Exprimés       | Exprimés                    | Exprimés       | 51 640       | 97,7         | 51 342      | 97,95       |  |

Le suppléant de Jean Degraeve était Jean Bernard, docteur-vétérinaire à Vitry-le-François.

### Élections de 1968
|                | Jean Degraeve sortant réélu | UDR (URP)      | 25 739 | 50,42  |  |  |  |
|                | Jean Reyssier               | PCF            | 10 146 | 19,88  |  |  |  |
|                | Aymard de Courson           | CD (PDM)       | 7 987  | 15,65  |  |  |  |
|                | Guy Déon                    | FGDS (SFIO)    | 4 368  | 8,56   |  |  |  |
|                | Jacques Saux                | PSU            | 2 808  | 5,5    |  |  |  |
|                |                             |                |        |        |  |  |  |
| Inscrits       | Inscrits                    | Inscrits       | 66 281 | 100,00 |  |  |  |
| Abstentions    | Abstentions                 | Abstentions    | 14 442 | 21,79  |  |  |  |
| Votants        | Votants                     | Votants        | 51 839 | 78,21  |  |  |  |
| Blancs et nuls | Blancs et nuls              | Blancs et nuls | 791    | 1,53   |  |  |  |
| Exprimés       | Exprimés                    | Exprimés       | 51 048 | 98,47  |  |  |  |

Le suppléant de Jean Degraeve était Jean Bernard.

### Élections de 1973
| Candidat       | Candidat                    | Parti          | Premier tour | Premier tour | Second tour | Second tour |  |
| Candidat       | Candidat                    | Parti          | Voix         | %            | Voix        | %           |  |
| -------------- | --------------------------- | -------------- | ------------ | ------------ | ----------- | ----------- |  |
|                | Jean Degraeve sortant réélu | UDR (URP)      | 19 146       | 34,16        | 29 769      | 53,12       |  |
|                | Jean Reyssier               | PCF            | 14 854       | 26,5         | 26 268      | 46,88       |  |
|                | Jean Sammut                 | PS (UGSD)      | 10 132       | 18,08        | Retrait     | Retrait     |  |
|                | Claude Nicolet              | MR             | 7 438        | 13,27        | Retrait     | Retrait     |  |
|                | Richard Quéva               | Divers droite  | 1 704        | 3,04         |             |             |  |
|                | Gaëtan Charlot              | Divers droite  | 1 470        | 2,62         |             |             |  |
|                | Diana Miedzigorski          | LO             | 1 309        | 2,34         |             |             |  |
|                |                             |                |              |              |             |             |  |
| Inscrits       | Inscrits                    | Inscrits       | 72 517       | 100,00       | 72 487      | 100,00      |  |
| Abstentions    | Abstentions                 | Abstentions    | 15 000       | 20,68        | 13 384      | 18,46       |  |
| Votants        | Votants                     | Votants        | 57 517       | 79,32        | 59 103      | 81,54       |  |
| Blancs et nuls | Blancs et nuls              | Blancs et nuls | 1 464        | 2,55         | 3 066       | 5,19        |  |
| Exprimés       | Exprimés                    | Exprimés       | 56 053       | 97,45        | 56 037      | 94,81       |  |

Le suppléant de Jean Degraeve était Jean Bernard.

### Élections de 1978
| Candidat       | Candidat                 | Parti             | Premier tour | Premier tour | Second tour | Second tour |  |
| Candidat       | Candidat                 | Parti             | Voix         | %            | Voix        | %           |  |
| -------------- | ------------------------ | ----------------- | ------------ | ------------ | ----------- | ----------- |  |
|                | Jean Bernard élu         | RPR               | 20 464       | 29,71        | 38 436      | 54,7        |  |
|                | Jean Reyssier            | PCF               | 17 922       | 26,02        | 31 830      | 45,3        |  |
|                | Annette Chépy            | PS                | 12 761       | 18,53        | Retrait     | Retrait     |  |
|                | Jean-Émile Vié           | UDF (PR)          | 11 984       | 17,4         | Retrait     | Retrait     |  |
|                | Annie Bernal             | Divers écologiste | 2 405        | 3,49         |             |             |  |
|                | Daniel Lefebvre          | MRG               | 1 278        | 1,86         |             |             |  |
|                | Régis Harlé              | LO                | 988          | 1,43         |             |             |  |
|                | Gérard Mothé             | MDD               | 889          | 1,29         |             |             |  |
|                | Jean-Louis Blanchemanche | UOPDP             | 184          | 0,27         |             |             |  |
|                |                          |                   |              |              |             |             |  |
| Inscrits       | Inscrits                 | Inscrits          | 84 372       | 100,00       | 84 354      | 100,00      |  |
| Abstentions    | Abstentions              | Abstentions       | 14 133       | 16,75        | 12 132      | 14,38       |  |
| Votants        | Votants                  | Votants           | 70 239       | 83,25        | 72 222      | 85,62       |  |
| Blancs et nuls | Blancs et nuls           | Blancs et nuls    | 1 364        | 1,94         | 1 956       | 2,71        |  |
| Exprimés       | Exprimés                 | Exprimés          | 68 875       | 98,06        | 70 266      | 97,29       |  |

Le suppléant de Jean Bernard était Bruno Bourg-Broc, conseiller général.

### Élections de 1981
| Candidat       | Candidat                 | Parti          | Premier tour | Premier tour | Second tour | Second tour |  |
| Candidat       | Candidat                 | Parti          | Voix         | %            | Voix        | %           |  |
| -------------- | ------------------------ | -------------- | ------------ | ------------ | ----------- | ----------- |  |
|                | Jean Bernard sortant     | RPR (UNM)      | 29 300       | 47,54        | 33 278      | 49,81       |  |
|                | Annette Chépy-Léger élue | PS             | 17 434       | 28,29        | 33 534      | 50,19       |  |
|                | Jean Reyssier            | PCF            | 13 080       | 21,22        | Retrait     | Retrait     |  |
|                | Gérard Mothé             | MDD            | 1 037        | 1,68         |             |             |  |
|                | Serge Boussagol          | PSU            | 776          | 1,26         |             |             |  |
|                |                          |                |              |              |             |             |  |
| Inscrits       | Inscrits                 | Inscrits       | 88 089       | 100,00       | 88 069      | 100,00      |  |
| Abstentions    | Abstentions              | Abstentions    | 25 593       | 29,05        | 20 159      | 22,89       |  |
| Votants        | Votants                  | Votants        | 62 496       | 70,95        | 67 910      | 77,11       |  |
| Blancs et nuls | Blancs et nuls           | Blancs et nuls | 869          | 1,39         | 1 098       | 1,62        |  |
| Exprimés       | Exprimés                 | Exprimés       | 61 627       | 98,61        | 66 812      | 98,38       |  |

Le suppléant d'Annette Chépy-Léger était Jacky Gillet, médecin, maire de Frignicourt.
L'élection d'Annette Chépy-Léger est annulée par le Conseil constitutionnel en décembre 1981. Le Conseil lui reproche d'avoir revendiqué le soutien du Mouvement des démocrates alors que ce parti n'avait pas donné de consigne de vote dans la circonscription après le premier tour.

### Élection législative partielle du 18 janvier 1982
|                | Bruno Bourg-Broc élu         | RPR               | 27 569 | 51,59  |  |  |  |
|                | Annette Chépy-Léger sortante | PS                | 22 860 | 42,78  |  |  |  |
|                | Dominique Martin             | Divers écologiste | 1 760  | 3,29   |  |  |  |
|                | Serge Boussagol              | PSU               | 798    | 1,49   |  |  |  |
|                | Max David                    | FN                | 448    | 0,84   |  |  |  |
|                |                              |                   |        |        |  |  |  |
| Inscrits       | Inscrits                     | Inscrits          | 88 597 | 100,00 |  |  |  |
| Abstentions    | Abstentions                  | Abstentions       | 34 297 | 38,71  |  |  |  |
| Votants        | Votants                      | Votants           | 54 300 | 61,29  |  |  |  |
| Blancs et nuls | Blancs et nuls               | Blancs et nuls    | 865    | 1,59   |  |  |  |
| Exprimés       | Exprimés                     | Exprimés          | 53 435 | 98,41  |  |  |  |

Bruno Bourg-Broc, RPR est élu, en battant Annette Chépy-Léger, PS.

### Élections de 1988
| Candidat       | Candidat                | Parti             | Premier tour | Premier tour | Second tour | Second tour |  |
| Candidat       | Candidat                | Parti             | Voix         | %            | Voix        | %           |  |
| -------------- | ----------------------- | ----------------- | ------------ | ------------ | ----------- | ----------- |  |
|                | Jean-Claude Thomas élu  | RPR (URC)         | 14 465       | 42           | 18 953      | 50,3        |  |
|                | Jean-Claude Fontalirand | PS                | 12 487       | 36,26        | 18 727      | 49,7        |  |
|                | Michel Delaitre         | PCF               | 3 128        | 9,08         |             |             |  |
|                | Jérôme Malarmey         | FN                | 2 850        | 8,28         |             |             |  |
|                | Gérard Crouzet          | Divers écologiste | 1 196        | 3,47         |             |             |  |
|                | Marie-Lyse Legée        | POE               | 315          | 0,91         |             |             |  |
|                |                         |                   |              |              |             |             |  |
| Inscrits       | Inscrits                | Inscrits          | 57 146       | 100,00       | 57 136      | 100,00      |  |
| Abstentions    | Abstentions             | Abstentions       | 22 166       | 38,79        | 18 709      | 32,74       |  |
| Votants        | Votants                 | Votants           | 34 980       | 61,21        | 38 427      | 67,26       |  |
| Blancs et nuls | Blancs et nuls          | Blancs et nuls    | 539          | 1,54         | 747         | 1,94        |  |
| Exprimés       | Exprimés                | Exprimés          | 34 441       | 98,46        | 37 680      | 98,06       |  |

Le suppléant de Jean-Claude Thomas était Michel Prévoteau, UDF, ingénieur agronome, Directeur de sucrerie, conseiller général, maire de Bazancourt.

### Élections de 1993
| Candidat       | Candidat                         | Parti             | Premier tour | Premier tour | Second tour | Second tour |  |
| Candidat       | Candidat                         | Parti             | Voix         | %            | Voix        | %           |  |
| -------------- | -------------------------------- | ----------------- | ------------ | ------------ | ----------- | ----------- |  |
|                | Jean-Claude Thomas sortant réélu | RPR (UPF)         | 16 598       | 45,9         | 21 090      | 71,98       |  |
|                | Jacques Le Touzé                 | FN                | 5 819        | 16,09        | 8 210       | 28,02       |  |
|                | Alain Bisteur                    | PS (ADFP)         | 4 922        | 13,61        |             |             |  |
|                | Michel Delaitre                  | PCF               | 3 087        | 8,54         |             |             |  |
|                | Philippe Lecompte                | GÉ (EÉ)           | 2 668        | 7,38         |             |             |  |
|                | Béatrice Fendeleur               | Divers écologiste | 1 530        | 4,23         |             |             |  |
|                | Monique Mascret                  | Divers écologiste | 1 113        | 3,08         |             |             |  |
|                | Fernando Gracient                | Extrême droite    | 422          | 1,17         |             |             |  |
|                |                                  |                   |              |              |             |             |  |
| Inscrits       | Inscrits                         | Inscrits          | 58 355       | 100,00       | 58 352      | 100,00      |  |
| Abstentions    | Abstentions                      | Abstentions       | 20 249       | 34,7         | 23 465      | 40,21       |  |
| Votants        | Votants                          | Votants           | 38 106       | 65,3         | 34 887      | 59,79       |  |
| Blancs et nuls | Blancs et nuls                   | Blancs et nuls    | 1 947        | 5,11         | 5 587       | 16,01       |  |
| Exprimés       | Exprimés                         | Exprimés          | 36 159       | 94,89        | 29 300      | 83,99       |  |

Le suppléant de Jean-Claude Thomas était Yves Détraigne, UDF, conseiller général, maire de Witry-lès-Reims.

### Élections de 1997
| Candidat       | Candidat                         | Parti          | Premier tour | Premier tour | Second tour | Second tour |  |
| Candidat       | Candidat                         | Parti          | Voix         | %            | Voix        | %           |  |
| -------------- | -------------------------------- | -------------- | ------------ | ------------ | ----------- | ----------- |  |
|                | Jean-Claude Thomas sortant réélu | RPR            | 11 779       | 32,03        | 19 633      | 51,54       |  |
|                | Adeline Hazan                    | PS             | 10 144       | 27,59        | 18 463      | 48,46       |  |
|                | Jacques Le Touzé                 | FN             | 7 275        | 19,78        |             |             |  |
|                | Sandrine Maréchal                | GÉ             | 2 530        | 6,88         |             |             |  |
|                | Jean-Claude Mauduit              | PCF            | 2 524        | 6,86         |             |             |  |
|                | Thierry Ruinart                  | LDI (MPF)      | 1 679        | 4,57         |             |             |  |
|                | Patrice Perret                   | LCR            | 841          | 2,29         |             |             |  |
|                |                                  |                |              |              |             |             |  |
| Inscrits       | Inscrits                         | Inscrits       | 58 867       | 100,00       | 58 849      | 100,00      |  |
| Abstentions    | Abstentions                      | Abstentions    | 20 536       | 34,89        | 18 495      | 31,43       |  |
| Votants        | Votants                          | Votants        | 38 331       | 65,11        | 40 354      | 68,57       |  |
| Blancs et nuls | Blancs et nuls                   | Blancs et nuls | 1 559        | 4,07         | 2 258       | 5,6         |  |
| Exprimés       | Exprimés                         | Exprimés       | 36 772       | 95,93        | 38 096      | 94,4        |  |

Le suppléant de Jean-Claude Thomas était Yves Détraigne. Yves Détraigne est élu Sénateur le 23 septembre 2001.

### Élections de 2002
| Candidat       | Candidat                         | Parti             | Premier tour | Premier tour | Second tour | Second tour |  |
| Candidat       | Candidat                         | Parti             | Voix         | %            | Voix        | %           |  |
| -------------- | -------------------------------- | ----------------- | ------------ | ------------ | ----------- | ----------- |  |
|                | Jean-Claude Thomas sortant réélu | UMP               | 14 983       | 41,78        | 18 716      | 59,61       |  |
|                | Stéphane Joly                    | Les Verts (PS)    | 7 748        | 21,6         | 12 682      | 40,39       |  |
|                | Alain Jarry                      | FN                | 5 219        | 14,55        |             |             |  |
|                | Thierry Ruinart                  | MPF               | 2 318        | 6,46         |             |             |  |
|                | Pascale Martin                   | PCF               | 1 484        | 4,14         |             |             |  |
|                | Anthony Smith                    | LCR               | 1 340        | 3,74         |             |             |  |
|                | Jean Mazurier                    | Pôle républicain  | 806          | 2,25         |             |             |  |
|                | Sandrine Maréchal                | Divers écologiste | 686          | 1,91         |             |             |  |
|                | Michel Gigerich                  | LO                | 659          | 1,84         |             |             |  |
|                | Sébastien Osuna                  | MNR               | 405          | 1,13         |             |             |  |
|                | Agnès Dufour                     | GÉ                | 215          | 0,6          |             |             |  |
|                |                                  |                   |              |              |             |             |  |
| Inscrits       | Inscrits                         | Inscrits          | 62 589       | 100,00       | 62 584      | 100,00      |  |
| Abstentions    | Abstentions                      | Abstentions       | 26 013       | 41,56        | 29 861      | 47,71       |  |
| Votants        | Votants                          | Votants           | 36 576       | 58,44        | 32 723      | 52,29       |  |
| Blancs et nuls | Blancs et nuls                   | Blancs et nuls    | 713          | 1,95         | 1 325       | 4,05        |  |
| Exprimés       | Exprimés                         | Exprimés          | 35 863       | 98,05        | 31 398      | 95,95       |  |

Le suppléant de Jean-Claude Thomas était Alphonse Schwein, conseiller général du canton de Beine-Nauroy, maire de Vaudesincourt, exploitant agricole.

### Élections de 2007
| Candidat       | Candidat                         | Parti          | Premier tour | Premier tour | Second tour | Second tour |  |
| Candidat       | Candidat                         | Parti          | Voix         | %            | Voix        | %           |  |
| -------------- | -------------------------------- | -------------- | ------------ | ------------ | ----------- | ----------- |  |
|                | Jean-Claude Thomas sortant réélu | UMP            | 11 801       | 33,54        | 17 326      | 53,7        |  |
|                | Nathalie Dahm                    | PS             | 7 219        | 20,52        | 14 936      | 46,3        |  |
|                | Éric Kariger                     | Divers droite  | 5 335        | 15,16        |             |             |  |
|                | Laurence Malassagne              | UDF–MoDem      | 3 260        | 9,26         |             |             |  |
|                | Patrick Bourson                  | FN             | 2 076        | 5,9          |             |             |  |
|                | Mario Rossi                      | diss. UMP      | 1 480        | 4,21         |             |             |  |
|                | Stéphane Joly                    | Les Verts      | 952          | 2,71         |             |             |  |
|                | Patrice Perret                   | LCR            | 782          | 2,22         |             |             |  |
|                | Pascale Martin                   | PCF            | 779          | 2,21         |             |             |  |
|                | Florence Gaucher                 | GÉ             | 386          | 1,1          |             |             |  |
|                | Charlotte Cormerais              | LO             | 372          | 1,06         |             |             |  |
|                | Maryvonne Hamon                  | MPF            | 216          | 0,61         |             |             |  |
|                | Hervé Causse                     | PRG            | 160          | 0,45         |             |             |  |
|                | Vanessa Pihan                    | MNR            | 147          | 0,42         |             |             |  |
|                | Sylviane Breton                  | MRC            | 117          | 0,33         |             |             |  |
|                | Laure de Broissia                | Divers         | 105          | 0,3          |             |             |  |
|                |                                  |                |              |              |             |             |  |
| Inscrits       | Inscrits                         | Inscrits       | 65 614       | 100,00       | 65 610      | 100,00      |  |
| Abstentions    | Abstentions                      | Abstentions    | 29 558       | 45,05        | 31 553      | 48,09       |  |
| Votants        | Votants                          | Votants        | 36 056       | 54,95        | 34 057      | 51,91       |  |
| Blancs et nuls | Blancs et nuls                   | Blancs et nuls | 869          | 2,41         | 1 795       | 5,27        |  |
| Exprimés       | Exprimés                         | Exprimés       | 35 187       | 97,59        | 32 262      | 94,73       |  |

### Élections de 2012
| Candidat       | Candidat                      | Parti                    | Premier tour | Premier tour | Second tour | Second tour |  |
| Candidat       | Candidat                      | Parti                    | Voix         | %            | Voix        | %           |  |
| -------------- | ----------------------------- | ------------------------ | ------------ | ------------ | ----------- | ----------- |  |
|                | Philippe Martin sortant réélu | UMP                      | 14 526       | 32,76        | 23 135      | 55,78       |  |
|                | Éric Loiselet                 | EÉLV (PS)                | 11 069       | 24,97        | 18 342      | 44,22       |  |
|                | David Mascré                  | RBM (FN)                 | 6 891        | 15,54        |             |             |  |
|                | Franck Leroy                  | Divers droite            | 4 779        | 10,78        |             |             |  |
|                | Jean-Paul Angers              | diss. PRG                | 2 336        | 5,27         |             |             |  |
|                | Jean-Pierre Langlet           | FG (Divers gauche) (PCF) | 2 184        | 4,93         |             |             |  |
|                | Michel Martin                 | NPA                      | 902          | 2,03         |             |             |  |
|                | Mélanie Moretti               | LT-LNÉ                   | 558          | 1,26         |             |             |  |
|                | Matthieu Ballu                | AÉI                      | 401          | 0,90         |             |             |  |
|                | Marie-Hélène Narozny          | DLR                      | 386          | 0,87         |             |             |  |
|                | Anne Halin                    | LO                       | 279          | 0,63         |             |             |  |
|                | Jérémie Thévenin              | MRC                      | 26           | 0,06         |             |             |  |
|                |                               |                          |              |              |             |             |  |
| Inscrits       | Inscrits                      | Inscrits                 | 81 314       | 100,00       | 81 307      | 100,00      |  |
| Abstentions    | Abstentions                   | Abstentions              | 36 368       | 44,73        | 38 328      | 47,14       |  |
| Votants        | Votants                       | Votants                  | 44 946       | 55,27        | 42 979      | 52,86       |  |
| Blancs et nuls | Blancs et nuls                | Blancs et nuls           | 609          | 1,35         | 1 502       | 3,49        |  |
| Exprimés       | Exprimés                      | Exprimés                 | 44 337       | 98,65        | 41 477      | 96,51       |  |

### Élections de 2017
|                                                                           |                                                          |                           |                           |                          |                          |
|                                                                           |                                                          | Premier tour 11 juin 2017 | Premier tour 11 juin 2017 | Second tour 18 juin 2017 | Second tour 18 juin 2017 |
|                                                                           |                                                          |                           |                           |                          |                          |
|                                                                           |                                                          | Nombre                    | % des inscrits            | Nombre                   | % des inscrits           |
| Inscrits                                                                  | Inscrits                                                 | 80 599                    | 100,00                    | 80 595                   | 100,00                   |
| Abstentions                                                               | Abstentions                                              | 42 947                    | 53,28                     | 47 253                   | 58,63                    |
| Votants                                                                   | Votants                                                  | 37 652                    | 46,72                     | 33 342                   | 41,37                    |
|                                                                           |                                                          |                           | % des votants             |                          | % des votants            |
| Bulletins blancs                                                          | Bulletins blancs                                         | 584                       | 1,55                      | 2 472                    | 7,41                     |
| Bulletins nuls                                                            | Bulletins nuls                                           | 194                       | 0,52                      | 764                      | 2,29                     |
| Suffrages exprimés                                                        | Suffrages exprimés                                       | 36 874                    | 97,93                     | 30 106                   | 90,29                    |
|                                                                           |                                                          |                           |                           |                          |                          |
| Candidat Étiquette politique (partis et alliances)                        | Candidat Étiquette politique (partis et alliances)       | Voix                      | % des exprimés            | Voix                     | % des exprimés           |
|                                                                           |                                                          |                           |                           |                          |                          |
|                                                                           | Éric Girardin La République en marche                    | 11 750                    | 31,87                     | 18 055                   | 59,97                    |
|                                                                           | Baptiste Philippo Front national                         | 7 953                     | 21,57                     | 12 051                   | 40,03                    |
|                                                                           | Rachel Paillard Les Républicains                         | 7 647                     | 20,74                     |                          |                          |
|                                                                           | Roland Jacques La France insoumise                       | 3 550                     | 9,63                      |                          |                          |
|                                                                           | Pierre Martinet Parti communiste français                | 2 357                     | 6,39                      |                          |                          |
|                                                                           | Jacky Blavier Debout la France                           | 968                       | 2,63                      |                          |                          |
|                                                                           | Éric Lamaille Divers droite (577-Les Indépendants)       | 826                       | 2,24                      |                          |                          |
|                                                                           | David Nicanor Europe Écologie Les Verts                  | 786                       | 2,13                      |                          |                          |
|                                                                           | Colette Leclercq-Chaudet Écologiste (Mouvement 100 %)    | 381                       | 1,03                      |                          |                          |
|                                                                           | Laurent Gosseau Lutte ouvrière                           | 370                       | 1,00                      |                          |                          |
|                                                                           | Jérôme Milutinovic Divers (Union populaire républicaine) | 286                       | 0,78                      |                          |                          |
| Source : Ministère de l'Intérieur - Troisième circonscription de la Marne |                                                          |                           |                           |                          |                          |

### Élections de 2022
| Résultats des élections législatives des 12 et 19 juin 2022 de la 3e circonscription de la Marne |                          |                           |                          |              |              |             |             |
| Candidat                                                                                         | Candidat                 | Parti et coalition        | Nuance                   | Premier tour | Premier tour | Second tour | Second tour |
| Candidat                                                                                         | Candidat                 | Parti et coalition        | Nuance                   | Voix         | %            | Voix        | %           |
|                                                                                                  | Éric Girardin            | Renaissance               | ENS                      | 10 841       | 30,76        | 16 836      | 51,43       |
|                                                                                                  | Jennifer Marc            | Rassemblement national    | RN                       | 10 216       | 28,99        | 15 897      | 48,57       |
|                                                                                                  | Chantal Berthélémy       | Parti communiste français | NUP                      | 6 302        | 17,88        |             |             |
|                                                                                                  | Antoine Jacquet          | Les Républicains          | LR                       | 3 169        | 8,99         |             |             |
|                                                                                                  | Thomas Adnot             | Reconquête                | REC                      | 1 601        | 4,54         |             |             |
|                                                                                                  | Johanna Jabbour          | Debout la France          | DSV                      | 1 030        | 2,92         |             |             |
|                                                                                                  | Sonia D'Orgeville        | Écologie au centre        | ECO                      | 789          | 2,24         |             |             |
|                                                                                                  | Bertrand Debarle         | Divers                    | DIV                      | 710          | 2,10         |             |             |
|                                                                                                  | Charlotte Cormerais      | Lutte ouvrière            | DXG                      | 581          | 1,65         |             |             |
| Votes valides                                                                                    | Votes valides            | Votes valides             | Votes valides            | 35 238       | 97,29        | 32 733      | 92,46       |
| Votes blancs                                                                                     | Votes blancs             | Votes blancs              | Votes blancs             | 632          | 1,74         | 2 143       | 6,05        |
| Votes nuls                                                                                       | Votes nuls               | Votes nuls                | Votes nuls               | 350          | 0,97         | 526         | 1,49        |
| Total                                                                                            | Total                    | Total                     | Total                    | 36 220       | 100          | 35 402      | 100         |
| Abstention                                                                                       | Abstention               | Abstention                | Abstention               | 43 801       | 54,74        | 44 654      | 55,78       |
| Inscrits / participation                                                                         | Inscrits / participation | Inscrits / participation  | Inscrits / participation | 80 021       | 45,26        | 80 056      | 44,22       |

### Élections de 2024
| Résultats des élections législatives des 30 juin et 7 juillet 2024 |                          |                          |                          |              |              |             |             |
| Candidat                                                           | Candidat                 | Parti et coalition       | Nuance                   | Premier tour | Premier tour | Second tour | Second tour |
| Candidat                                                           | Candidat                 | Parti et coalition       | Nuance                   | Voix         | %            | Voix        | %           |
|                                                                    | Maxime Michelet          | RAD (RN)                 | UXD                      | 21 890       | 43,83        | 25 259      | 50,88       |
|                                                                    | Éric Girardin            | RE (ENS)                 | ENS                      | 15 942       | 31,92        | 24 834      | 49,12       |
|                                                                    | Chantal Berthélémy       | PCF (NFP)                | UG                       | 9 397        | 18,82        |             |             |
|                                                                    | Johanna Jabbour          | DLF                      | DSV                      | 1 219        | 2,44         |             |             |
|                                                                    | Charlotte Cormerais      | LO                       | EXG                      | 769          | 1,54         |             |             |
|                                                                    | Julien Sene              | REC                      | REC                      | 719          | 1.44         |             |             |
|                                                                    |                          |                          |                          |              |              |             |             |
| Votes valides                                                      | Votes valides            | Votes valides            | Votes valides            | 49 936       | 96.46        | 49 643      | 95,49       |
| Votes blancs                                                       | Votes blancs             | Votes blancs             | Votes blancs             | 1 257        | 2.43         | 1844        | 3,55        |
| Votes nuls                                                         | Votes nuls               | Votes nuls               | Votes nuls               | 575          | 1.11         | 498         | 0,96        |
| Total                                                              | Total                    | Total                    | Total                    | 51 768       | 100          | 51 985      | 100         |
| Abstention                                                         | Abstention               | Abstention               | Abstention               | 26 708       | 34.03        | 26 507      | 33,77       |
| Inscrits / participation                                           | Inscrits / participation | Inscrits / participation | Inscrits / participation | 78 476       | 63.63        | 78 492      | 66,23       |

#### Département de la Marne
- La fiche de l'INSEE de cette circonscription : « Tableaux et Analyses de la troisième circonscription de la Marne », sur insee.fr, site de l'Institut national de la statistique et des études économiques (consulté le 10 juin 2007) [PDF]

- « Tous les députés du département de la Marne depuis 1789 » [archive du 28 septembre 2007], sur assemblee-nationale.fr, site de l'Assemblée nationale française (consulté le 10 juin 2007)

- « Informations contentieuses sur le département de la Marne (Élections législatives de 2002) », sur conseil-constitutionnel.fr, site du Conseil constitutionnel (consulté le 13 juin 2007)

#### Circonscriptions en France
- « Carte des circonscriptions législatives en France », sur assemblee-nationale.fr, site de l'Assemblée nationale française (consulté le 10 juin 2007)

- « Résultats électoraux officiels en France », sur interieur.gouv.fr, site du ministère de l'Intérieur (France) (consulté le 13 juin 2007)

- Description et Atlas des circonscriptions électorales de France sur http://www.atlaspol.com, Atlaspol, site de cartographie géopolitique, consulté le 13 juin 2007.